# Smiacz (rejon nowogrodzki)
Smiacz (ukr. Смяч) – wieś na Ukrainie, w obwodzie czernihowskim, w rejonie nowogrodzkim, w hromadzie Nowogród Siewierski. W 2001 liczyła 491 mieszkańców, wśród których 379 wskazało jako ojczysty język ukraiński, a 112 rosyjski.